# Barely Legal
Barely Legal é o álbum de estreia da banda de indie rock sueca The Hives, lançado a 22 de Setembro de 1997.
Quando a banda ainda era praticamente desconhecida, e sua produção é menos elaborada do que os demais álbuns do Hives, principalmente do Veni Vidi Vicious, que foi um grande sucesso de vendas.
| Críticas profissionais                                                      | Críticas profissionais |
| Avaliações da crítica                                                       | Avaliações da crítica  |
| Fonte                                                                       | Avaliação              |
| --------------------------------------------------------------------------- | ---------------------- |
| Allmusic                                                                    | [ 2 ]                  |
| Esta tabela precisa de ser acompanhada por texto em prosa. Consulte o guia. |                        |

## Faixas
| N.º | Título                         | Duração |  |
| 1.  | "Well,Well,Well"               | 1:02    |  |
| 2.  | "a.k.a. I-D-I-O-T"             | 2:12    |  |
| 3.  | "Here We Go Again"             | 2:12    |  |
| 4.  | "I'm a Wicked One"             | 1:45    |  |
| 5.  | "Automatic Schmuck"            | 2:17    |  |
| 6.  | "King Of Asskissing"           | 1:46    |  |
| 7.  | "Hail Hail Spit n' Drool"      | 1:27    |  |
| 8.  | "Black Jack"                   | 2:45    |  |
| 9.  | "What's That Spell…Go To Hell" | 1:41    |  |
| 10. | "Theme From…"                  |         |  |
| 11. | "Uptempo Venomous Poison"      | 1:13    |  |
| 12. | "Oh Lord! When How"            | 1:42    |  |
| 13. | "The Stomp"                    | 1:54    |  |
| 14. | "Closed For The Season"        | 2:34    |  |